# Twarde Pierniki Toruń
Twarde Pierniki Toruń – polski męski klub koszykarski z siedzibą w Toruniu. Jego początki sięgają 2004 roku. Od sezonu 2014/2015 występuje w Polskiej Lidze Koszykówki. Swoje mecze domowe rozgrywa w Arenie Toruń. Dwukrotnie zdobywał wicemistrzostwo Polski – w sezonach 2016/2017 oraz 2018/2019.

## Nazwy zespołu
- MMKS VIII LO SIDEn Toruń (2004/2005)
- SIDEn MMKS VIII LO Toruń (2005–2011)
- SIDEn Polski Cukier Toruń (2011–2014)
- Polski Cukier Toruń (2014–2021)
- Twarde Pierniki Toruń (2021-2023)
- Arriva Twarde Pierniki Toruń (od 2023)

## Historia
W  październiku 2004 drużyna MMKS-u VIII LO SIDEn Toruń zadebiutowała w rozgrywkach III ligi. W 2005 klub, który powstał z inicjatywy grona zapaleńców, przeistoczył się w Stowarzyszenie MMKS Pierniki. Połączyła ich prawdziwa idea reaktywacji toruńskiej koszykówki w ogólnopolskich rozgrywkach seniorskich, a także zbudowanie pełnej struktury szkolenia dzieci i młodzieży, obejmującej wszystkie kategorie wiekowe. W 2013 prowadzenie drużyny przejęła nowo powstała spółka akcyjna Basket Toruń, którą następnie przemianowano na Twarde Pierniki Toruń, historyczny przydomek koszykarzy toruńskiego AZS-u.

## Sezon po sezonie
Rozgrywki krajowe Twardych Pierników
- 2004/2005 – III liga – awans do II ligi (dzika karta)
- 2005/2006 – II liga gr. A – runda zasadnicza – 4 m.
- 2006/2007 – II liga gr. A – runda zasadnicza – 4 m.
- 2007/2008 – II liga gr. A – runda zasadnicza – 3 m.
- 2008/2009 – II liga gr. A – runda zasadnicza – 5 m.
- 2009/2010 – II liga gr. A – runda zasadnicza – 7 m.
- 2010/2011 – II liga gr. A – runda zasadnicza – 1 m., awans do I ligi (po barażach)
- 2011/2012 – I liga – runda zasadnicza – 9 m.
- 2012/2013 – I liga – runda zasadnicza – 4 m., play–off – półfinał – 4 m.
- 2013/2014 – I liga – runda zasadnicza – 1 m., play–off – ćwierćfinał – 5 m. awans do PLK (dzika karta)
- 2014/2015 – PLK – runda zasadnicza – 9 m.
- 2015/2016 – PLK – runda zasadnicza – 4 m., play–off – ćwierćfinał – 5 m.
- 2016/2017 – PLK – runda zasadnicza – 4 m., play–off – finał – 2 m.
- 2017/2018 – PLK – runda zasadnicza – 3 m., play–off – półfinał – 3 m. , Puchar Polski
- 2018/2019 – PLK – runda zasadnicza – 2 m., play–off – finał – 2 m. , Superpuchar
- 2019/2020 – PLK – runda zasadnicza – 5 m.
- 2020/2021 – PLK – runda zasadnicza – 10 m.
- 2021/2022 – PLK – runda zasadnicza – 7 m., play–off – ćwierćfinał – 7 m.

## Sukcesy
Krajowe
- Mistrzostwa Polski:
  -  Wicemistrz Polski (2x): 2017, 2019
  -  Brązowy medalista MP (1x): 2018
- Puchar Polski:
  -  Zwycięzca (1x): 2018
  -  Finalista (1x): 2020
- Superpuchar Polski:
  -  Zwycięzca (1x): 2019

## Nagrody i wyróżnienia
MVP Pucharu Polski
- Karol Gruszecki (2018)

MVP Superpucharu Polski
- Karol Gruszecki (2018)

Największy Postęp PLK
- Krzysztof Sulima (2017)

Najlepszy Trener PLK
- Dejan Mihevc (2018)

I skład PLK
- Danny Gibson (2016)
- Maksym Kornijenko (2016)
- Aaron Cel (2018[2], 2019)

I skład I ligi
- Tomasz Wojdyła (2014)

## Trenerzy
- Marek Ziółkowski
- Grzegorz Sowiński (2008–2011, 2013–2014)
- Jarosław Zyskowski (2011–2012)
- Eugeniusz Kijewski (2012–2013)
- Milija Bogicević (2014–2015)
- Jacek Winnicki (2015–2017)
- Dejan Mihevc (2017–2019)
- Sebastian Machowski (2019–2020)
- Jarosław Zawadka (2020–2021)
- Ivica Skelin (2021–2022)
- Miloš Mitrović (2022)
- Cédric Heitz (2023)
- Srđan Subotić (od 2023)

## Zawodnicy

### Skład 2022/2023
Stan na 12 września 2022
| 1  | PG | Stany Zjednoczone | Burns, Jordan         |  |
| 2  | SG | Polska            | Tomaszewski, Wojciech |  |
| 3  | F  | Polska            | Griszczuk, Aleksander |  |
| 5  | F  | /                 | Cel, Aaron            |  |
| 6  | PG | Polska            | Sowiński, Paweł       |  |
| 7  | PG | Polska            | Gordon, Kacper        |  |
| 8  | SG | Polska            | Szymański, Wit        |  |
| 10 | C  | Polska            | Kruszkowski, Mateusz  |  |
| 14 | SG | Stany Zjednoczone | Burk, Marcus          |  |
| 17 | C  | Polska            | Lipiński, Hubert      |  |
| 21 | F  | Polska            | Diduszko, Bartosz     |  |
| 33 | F  | Serbia            | Kenić, Stefan         |  |
| 34 | C  | Polska            | Janczak, Szymon       |  |
| 50 | C  | Stany Zjednoczone | Brunk, Joey           |  |

Trener:  Miloš Mitrović
 Asystenci: Jarosław Zawadka

### Obcokrajowcy
Stan na 5 stycznia 2021
- Jamar Diggs (2014/2015)
- Žarko Čomagić (2014/2015)
- LaMarshall Corbett (2014/2015)
- Sean Denison (2014–2016)
- William Franklin (2014/2015)
- Markeith Cummings (2015/2016)
- Danny Gibson (2015/2016)
- Maksym Kornijenko (2015/2016)
- Stevan Milošević (2015/2016)
- Cheikh Mbodj (2016–2019)
- Maksym Sanduł (2016/2017)
- Jure Škifić (2016/2017)
- Obie Trotter (2016/2017, od 2020)
- Kyle Weaver (2016/2017, 2019/2020)[a]
- Glenn Cosey (2017/2018)
- D.J. Newbill (2017/2018)
- Robert Lowery (2018/2019)
- / Michael Umeh (2018/2019)
- Keith Hornsby (2019/2020)
- Chris Wright (2019/2020)[a]
- Alade Aminu (2019/2020)
- Donovan Jackson (2020/2021)
- Keyshawn Woods (2020/2021)
- Carlton Bragg (2020/2021)
- Maurice Watson Jr. (2021/2022)
- Trevor Thompson (2021/2022)
- James Eads III (2021/2022)
- Jahenns Manigat (2021/2022)
- Roko Rogić (2021/2022)
- Daniel Amigo (2021/2022)
- Jordan Burns (od 2022)
- Marcus Burk (od 2022)
- Joey Brunk (od 2022)
- Stefan Kenić (od 2022)